# Генадије II Цариградски
Генадије II (грч. Γεωργιος Κουρτεσιος Σχολαριος) (1400 - 1473) је био патријарх Константинопоља у периоду од 1454. до 1464. године, филозоф и теолог, и један од последњих представника византијског учења и велики присталица Аристотела .

## Сабор у Фиренци
Верује се да је Генадије рођен у Цариграду око 1400. године. Потекао је из прилично богате породице, тако да је имао средстава да стекне солидно образовање. Међу својим менторима именује такве познате представнике византијског образовања као што су Марко Ефешки, Јован Хортасен, Јосиф Бриенније, Макарије Атонски .
Цар Јован VIII Палеолог је учинио Генадија државним судијом и чланом Врховног већа. Када су Јован VIII Палеолог и цариградски патријарх Јосиф II, на позив папе Евгенија IV, отишли у Ферару 1438, а затим у Фиренцу 1439. ради преговора о унији, у њиховој пратњи био је и Генадије. Као секуларна особа, није могао учествовати на састанцима већа, али је ипак придонео стварању отпора: у ту сврху послужила су његова три говора на већу (о предностима, потешкоћама и могућностима уније) и апел Грцима о опасности која прети од Турака и о хитној потреби да се тражи излаз. Када су православни били условљени у Фиренци од стране Латина, Генадије је напустио Фиренцу.

## Противник уније
Сазнавши по повратку у Цариград  да су унију одлучно осудили свештенство и народ, придружио се њеном главном непријатељу, Марку Ефеском, свом пријатељу и духовном оцу. Након Маркове смрти 1447. године, Генадије је постао вођа противника уније и објавио је низ полемичких списа. Непријатељство према унији пореметило је Генадијеве односе са царем Јованом и још више са његовим братом и наследником, царем Константином (који је владао од 1448-1453). 1450. се замонашио .
29. маја 1453. трупе османског султана Мехмеда II заузеле су Цариград. Генадије је, као и многи становници Цариграда, пао у ропство и одведен у Адријанопољ. Крајем 1453. године султан је наредио хришћанима да изаберу патријарха „по својој вери“. Вероватно је овај заокрет султанове политике довео до ослобађања Генадија из ропства. На Богојављење 1454. године једногласно је изабран за цариградског патријарха. На захтев султана, Генадије је саставио за њега изјаву о главним догмама хришћанске вере.
Патријарх је учинио све што је било могуће да ублажи невоље својих верника. С обзиром на невоље Византинаца након катастрофе 1453. и уништавања породица, у циљу снисхођења (економије), патријарх Генадије је сматрао могућим признати бракове који су настали у условима уништења, бекства и смрти људи канонским. То је изазвало незадовољство међу следбеницима канонских норми. Међу најактивнијим критичарима патријарха је  Максим III Философ, будући патријарх Цариграда. Било због ових или других разлога, почетком 1456. био је приморан да поднесе оставку. Међутим, следећа два патријарха у питањима поновног венчања придржавали су се исте политике .
По напуштању амвона, Генадиј се повукао у манастир Светог Јована Крститеља, где је и умро, како се верује, 1473. године. За то време, као бивши патријарх је два пута посећивао Цариград, како је написао, нехотице. Што се тиче ових недобровољних посета престономграду, одређени број научника верује да су они повезани са Генадијевим поновним успоном на Цариградску столицу.

## Дела
Укупан број Генадијевих дела је око стотину. Неки од њих нису објављени у потпуности, многи остају у рукопису, а води се расправа о аутентичности неких. По садржају се деле на филозофске (тумачења Аристотела, Порфирија, преводе са латинског - Тома Аквински и други) и теолошке (у вези са унијом и против Латина, излагање хришћанских догми, против Јевреја, муслимана, против паганских филозофа, многе проповеди, писма и песме). Генадијева дела уврштена су у 160. том Минине патрологије.